# Tăișul
Tăișul (în engleză Sling Blade) este un film dramatic american din 1996, scris și regizat de Billy Bob Thornton. Acesta este turnat în Benton, Arkansas⁠(d) și prezintă povestea un bărbat cu handicap fizic pe nume Karl Childers (Billy Bob Thornton), recent eliberat dintr-un spital de psihiatrie în care era internat încă de la vârsta de 12 ani, după ce și-a ucis mama și pe iubitul acesteia, și relația de prietenie pe care o are cu un tânăr băiat și mama sa. Dwight Yoakam⁠(d), J. T. Walsh, John Ritter, Lucas Black⁠(d), Natalie Canerday⁠(d), James Hampton⁠(d) și Robert Duvall apar în roluri secundare.
Protagonistul filmului a fost creat de Thornton pornind de la propriul spectacol Swine Before Pearls, iar apoi a redactat un scenariu pentru scurtmetrajul din 1994 Some Folks Call It a Sling Blade⁠(d) regizat de George Hickenlooper⁠(d). Tăișul s-a dovedit a fi un sleeper hit⁠(d), lansând practic cariera lui Thornton. Filmul a câștigat premiul Oscar la categoria cel mai bun scenariu adaptat și a fost nominalizat pentru cel mai bun actor într-un rol principal. Coloana sonoră a fost creată de artistul Daniel Lanois⁠(d).
Tăișul fost filmat integral în 24 de zile în Benton, Arkansas și a fost produs de David L. Bushell și Brandon Rosser.

## Intriga
La mijlocul anilor 1990, Karl Childers este un bărbat din Arkansas cu handicap psihic ai cărui părinți l-au abuzat în copilărie. Acesta se află în custodia spitalului de psihiatrie încă de la vârsta de 12 ani, după ce și-a înjunghiat mortal mama și pe iubitul acesteia cu un cuțit kaiser⁠(d). Statul decide că Childers nu mai reprezintă un pericol public și îi permit să se întoarcă în orașul său natal, unde începe să lucreze ca mecanic.
Acesta se împrietenește cu Frank Wheatley, un băiat de 12 ani, și îi împărtășește detalii despre trecutul său, inclusiv despre crima comisă. Frank îl prezintă pe acesta mamei sale - Linda - și prietenului/șefului ei, Vaughan. Deși Vaughan este îngrijorat de faptele și trecutul lui Childers, Linda îi permite să se mute în garajul lor, fapt care-l înfurie pe iubitul alcoolic și abuziv al acesteia, Doyle. Vaughan îi spune lui Childers că este îngrijorat de comportamentul lui Doyle, acesta reprezentând un pericol pentru Linda și Frank.
Karl devine o figură paternă pentru Frank, căruia îi este dor de adevăratul său tată și îl disprețuiește pe Doyle. Pe măsură ce relația lor devine din ce în ce mai apropiată, Karl îi dezvăluie lui Frank că este chinuit de o întâmplare petrecută când acesta avea 6 sau 8 ani. Părinții săi l-au avortat la domiciliu pe fratele său nedorit și i-au înmânat acestuia rămășițele de care trebuia să se descotorosească. Karl a observat că nou-născutul încă se mișca și l-a îngropat de viu. Ani mai târziu, acesta își vizitează tatăl bolnav și îl admonestează din cauza cruzimii de care a dat dovadă.
După ce Doyle refuză să părăsească casa Lindei în timpul unui scandal, Frank începe să arunce lucruri în el. Linda se împacă în cele din urmă cu acesta și anunță că cei doi urmează să se căsătorească. Doyle îi spune lui Karl că nu mai este binevenit în casa lor. Când Frank protestează, Doyle îl înhață, dar Karl intervine și îi cere să nu-l mai atingă niciodată pe Frank.
Conștientizând că pe Frank îl așteaptă o copilărie nefericită sau chiar mai rău, Karl îi spune acestuia și Lindei să-și petreacă noaptea acasă la Vaughan. În acea seară, Karl îl ucide pe Doyle cu o lamă dintr-o mașină de tuns iarba și se predă poliției. Întors la spitalul de psihiatrie, acesta are un comportament mai activ decât în timpul primei spitalizări. Îl reduce la tăcere pe violatorul care îl obliga să-i asculte poveștile despre crimele comise, iar apoi stă și privește pe fereastră câmpul din zonă.

## Distribuție
- Billy Bob Thornton - Karl Childers[12]
- Dwight Yoakam⁠(d) - Doyle Hargraves[12]
- J.T. Walsh - Charles Bushman[12]
- John Ritter - Vaughan Cunningham[12]
- Lucas Black⁠(d) - Frank Wheatley[12]
- Natalie Canerday⁠(d) - Linda Wheatley
- James Hampton⁠(d) - Jerry Woolridge
- Robert Duvall - Frank Childers
- Jim Jarmusch - Deke, angajatul Frostee Cream
- Rick Dial - Bill Cox
- Vic Chesnutt⁠(d) - Terence
- Brent Briscoe⁠(d) - Scooter Hodges
- Mickey Jones⁠(d) - Johnson
- Bruce Hampton⁠(d) - Morris